# Pico dos Cravos
O Pico dos Cravos é uma elevação portuguesa localizada no interior da ilha Terceira, arquipélago dos Açores.
Este acidente montanhoso encontra-se geograficamente localizado na parte noroeste da ilha Terceira, eleva-se a 472 metros de altitude acima do nível do mar e encontra-se intimamente relacionado com Maciço montanhoso do Pico Alto, do qual conjuntamente com o Pico Alto faz parte.
Esta formação geológica localizada no Centro da ilha Terceira tem escorrimento de águas para a costa marítima a Noroeste e teve na sua formação geológica escorrimento lávico predominantemente em direcção ao mar também para o Noroeste da ilha Terceira, onde deu origem a altas arribas e a recortadas baías.